# Laggera
Laggera es un género de plantas fanerógamas perteneciente a la familia de las asteráceas. Comprende 48 especies descritas y de estas, solo 9 aceptadas. Es originario de Asia.

## Taxonomía
El género fue descrito por Sch.Bip. ex Benth. & Hook.f. y publicado en Genera Plantarum 2(1): 290. 1873.

## Especies aceptadas
A continuación se brinda un listado de las especies del género Laggera aceptadas hasta julio de 2012, ordenadas alfabéticamente. Para cada una se indica el nombre binomial seguido del autor, abreviado según las convenciones y usos.
- Laggera alata (D.Don) Sch.Bip. ex Oliv.
- Laggera aurita (DC.)
- Laggera crispata (Vahl) Hepper & J.R.I.Wood
- Laggera decurrens (Vahl) Hepper & J.R.I.Wood
- Laggera intermedia C.B.Clarke
- Laggera pappii Gand.
- Laggera pterodonta (DC.) Sch.Bip. ex Oliv.
- Laggera salvifolia
- Laggera somaliensis Thell.